# 火曜ドラマリーグ
『火曜ドラマリーグ』（かようどらまりーぐ）は、1993年10月から1994年3月まで、朝日放送を制作局として、テレビ朝日系列（ただしフルネット局のみ）で毎週火曜20:00 ‐20:54（JST）に放送されていたドラマ枠の総称である。1993年4月から9月までの作品と1994年4月から1995年9月までの後継枠『火曜ドラマ』も本項で記述する。

## 概要
1991年10月、朝日放送が『ダウンタウン探偵組』以来、3年ぶりとなる全国放送向け連続ドラマ枠を月曜20時台に編成し、半年後の1992年4月より火曜21時台に移行、1993年4月より20時台に繰り上げられ、同年10月に本枠の名称が付けられてからは異例の1.5ヶ月（半クール）サイクルで若者向けの連続ドラマが放送されていた。そのうえ、1時間の連続ドラマ枠では珍しく、番組枠の統一主題歌も設けられていた。
1994年4月から枠名称を『火曜ドラマ』に改題（ただしロゴはそれまでの火曜ドラマリーグのものを流用）。統一主題歌を廃し、作品によっては1クール期間のものも放送されるようになった。しかしこれも低視聴率でほとんど一桁に推移していたため1995年10月に廃枠、これ以降この枠はバラエティ枠に移行し、『たけしの万物創世紀』や『名医とつながる!たけしの家庭の医学』といった番組が放送されている。
当時まだ若手の俳優・女優を積極的に起用したという側面も持ち合わせた枠であって、主に若者・中高生向けの作品が多く、漫画が原作の作品も多い。
本枠廃止後、朝日放送では、長らく全国放送向け連続ドラマの制作は行っていなかったが、2006年4月の番組改編で、テレビ朝日との共同制作による連続テレビドラマ枠を金曜21時台を2011年3月まで放送（朝日放送・テレビ朝日金曜9時枠の連続ドラマを参照のこと）。次に火曜日に連続ドラマ枠が設定されるのは、2022年10月の改編時にテレビ朝日制作での「火曜ドラマ」まで待つことになる。また、朝日放送テレビの単独制作としては、2023年4月から『日曜22時枠』のドラマ枠まで待つことになる。

### 補足
このドラマ枠は長らくモノラル放送だったが、火曜ドラマ枠最終作となった『Change!』のみステレオ放送となった。

## 統一主題歌
- 「抱きしめたい」歌：REV

※『火曜ドラマ』改題後は統一主題歌なし。

## 放送作品
- 結婚・私が好きですか（1993.4-1993.9）※短編シリーズドラマ

### 火曜ドラマリーグ
- 青春オフサイド!女教師と熱血イレブン（1993.10-1993.11） 主演：かたせ梨乃
- 真夜中を駆けぬける（1993.11-1993.12） 主演：葉月里緒奈
- お姉さんの朝帰り（1994.1-1994.2） 主演：水野真紀
- 湯けむり女子大生騒動（1994.2-1994.3） 主演：高岡早紀、常盤貴子

### 火曜ドラマ
- お父さんは心配症（1994.4-1994.5） 主演：大地康雄、持田真樹 ※当初は全8回の予定であったが、視聴率低迷で全5回へ短縮された。[2]
- お姉さんの朝帰り2（1994.5-1994.6） 主演：水野真紀
- 先生はワガママ（1994.7-1994.8） 主演：名取裕子
- 幽霊女子高生（1994.9） 主演：小田茜 ※前後編形式で2回のみの放送
- 八神くんの家庭の事情（1994.10-1995.2） 主演：国分太一、持田真樹※当該枠最長放送で、「火曜ドラマ」時代初の1クール作品にして、唯一放送回数が二桁の全11回となった。1994年11月22日と、12月放送分は特番と、1995年1月17日は阪神・淡路大震災報道特番でそれぞれ放送休止に伴い、4ヶ月へ延期となった。
- 恋人をつくる100の方法（1995.2-1995.3）主演：名取裕子
- SALE!（1995.4-1995.6）主演：堺正章、山瀬まみ、菅野美穂ほか
- Change!（1995.7-1995.9）主演：石黒賢、加藤晴彦 ※この作品のみステレオ放送

## ネット局
| 放送対象地域  | 放送局           | 系列           | 備考                      |
| ------------- | ---------------- | -------------- | ------------------------- |
| 近畿広域圏    | 朝日放送         | テレビ朝日系列 | 制作局 現・朝日放送テレビ |
| 関東広域圏    | テレビ朝日       | テレビ朝日系列 |                           |
| 北海道        | 北海道テレビ     | テレビ朝日系列 |                           |
| 青森県        | 青森朝日放送     | テレビ朝日系列 |                           |
| 宮城県        | 東日本放送       | テレビ朝日系列 |                           |
| 秋田県        | 秋田朝日放送     | テレビ朝日系列 |                           |
| 山形県        | 山形テレビ       | テレビ朝日系列 |                           |
| 福島県        | 福島放送         | テレビ朝日系列 |                           |
| 新潟県        | 新潟テレビ21     | テレビ朝日系列 |                           |
| 長野県        | 長野朝日放送     | テレビ朝日系列 |                           |
| 静岡県        | 静岡朝日テレビ   | テレビ朝日系列 | [ 3 ]                     |
| 石川県        | 北陸朝日放送     | テレビ朝日系列 |                           |
| 中京広域圏    | 名古屋テレビ     | テレビ朝日系列 |                           |
| 広島県        | 広島ホームテレビ | テレビ朝日系列 |                           |
| 山口県        | 山口朝日放送     | テレビ朝日系列 | 1993年10月開局から        |
| 香川県 岡山県 | 瀬戸内海放送     | テレビ朝日系列 |                           |
| 愛媛県        | 愛媛朝日テレビ   | テレビ朝日系列 | 1995年4月開局から         |
| 福岡県        | 九州朝日放送     | テレビ朝日系列 |                           |
| 長崎県        | 長崎文化放送     | テレビ朝日系列 |                           |
| 熊本県        | 熊本朝日放送     | テレビ朝日系列 |                           |
| 大分県        | 大分朝日放送     | テレビ朝日系列 | 1993年10月開局から        |
| 鹿児島県      | 鹿児島放送       | テレビ朝日系列 |                           |